# Fehércsőrű delfin
A fehércsőrű delfin (Lagenorhynchus albirostris) az emlősök (Mammalia) osztályának párosujjú patások (Artiodactyla) rendjébe, ezen belül a delfinfélék (Delphinidae) családjába tartozó faj.
Nemének a típusfaja.

## Előfordulása
A fehércsőrű delfin az Atlanti-óceán északi, part menti vizeinél tartózkodik. Jelentős állománya van az Északi-tengerben. Előfordul a Balti-tengerben is. Télen az óceán partjai mentén Portugáliáig, illetve Massachusettsig vándorol.

## Megjelenése

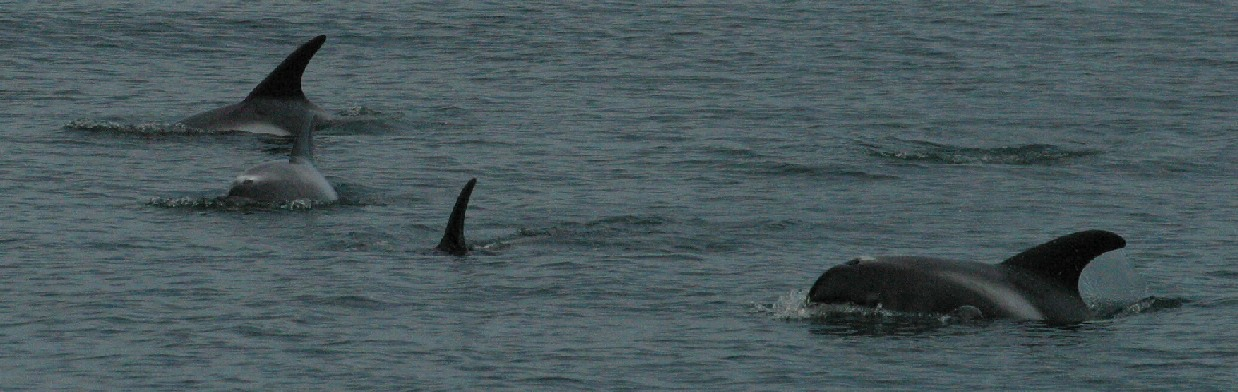
Csapatokban úszik

A fehércsőrű delfin testhossza 235-310 centiméter, tömege legfeljebb 300 kilogramm. A hát- és a farokúszó között jóval finomabban domborodó púpsor látható, mint az egyébként igen hasonló atlanti fehérsávos delfinnél (Lagenorhynchus acutus). Hasonlóan ahhoz, a homlok nagyon laposan emelkedik ki a „csőrből”, amely viszont mindig fehér vagy fehéres. Állkapocsfelenként 22-27 foga van, vagyis lényegesen kevesebb, mint rokonának. Fekete háti oldalát szürke mező választja el a fehér hastól. Mivel a fehér szín a homlok tövén át a csőr hegyéig ér, erős kontrasztot képez a fekete homlokkal. Hátán széles ívben felfelé kanyarodik, de a sötét faroktól egy világosszürke terület választja el. A csillogó fekete hátúszó hosszan, sarló alakban nyúlik hátra, pontosan a hát közepéből. A hosszú mellúszó alapja széles, de hegye felé gyorsan elvékonyodik. Szintén fekete, keskeny csík köti össze a szájszeglettel. A szem mögött tehát, kissé lent és oldalra egy tarka terület található. Az állat meglehetősen erőteljesnek hat. Gyakran teljesen kiugrik a vízből, elegáns ívben vagy csavarban.

## Életmódja
A fehércsőrű delfin mindig nagyobb csapatokban jár, akár 1500-nál is többen verődhetnek össze. A partra kivetett állatok időbeli megoszlása azt mutatja, hogy határozottan vándorló faj, nyáron az óceán sarkvidékhez közeli vizeiben, télen a mérsékelt övben található.

## Szaporodása
A borjak nagyjából az év közepén születnek, ekkor jó 1 méter hosszúak.